# آلی بیلی
آلی بیلی (انگلیسی: Allie Bailey؛ زادهٔ ۲۴ سپتامبر ۱۹۹۳) بازیکن فوتبال اهل ایالات متحده آمریکا است.
از باشگاه‌هایی که در آن بازی کرده‌است می‌توان به هیوستون دش اشاره کرد.